# Sunagawa Taishi
Taishi Sunagawa (sinh ngày 20 tháng 1 năm 1990) là một cầu thủ bóng đá người Nhật Bản.

## Sự nghiệp câu lạc bộ
Taishi Sunagawa đã từng chơi cho FC Ryukyu và Matsue City FC.